# جوناثان كابلان
جوناثان كابلان (بالفرنسية: Jonathan Kaplan) هو مخرج أمريكي، ولد في 25 نوفمبر 1947 في باريس في فرنسا.

## وصلات خارجية
- جوناثان كابلان على موقع IMDb (الإنجليزية)
- جوناثان كابلان على موقع مونزينجر (الألمانية)
- جوناثان كابلان على موقع ألو سيني (الفرنسية)
- جوناثان كابلان على موقع تيرنر كلاسيك موفيز (الإنجليزية)
- جوناثان كابلان على موقع أول موفي (الإنجليزية)
- جوناثان كابلان على موقع قاعدة بيانات الأفلام السويدية (السويدية)
- جوناثان كابلان على موقع إن إن دي بي (الإنجليزية)
- جوناثان كابلان على موقع قاعدة بيانات الفيلم (الإنجليزية)
- جوناثان كابلان على موقع كينوبويسك (الروسية)